# Ballana dissimilata
Ballana dissimilata är en insektsart som beskrevs av Ball 1910. Ballana dissimilata ingår i släktet Ballana och familjen dvärgstritar. Inga underarter finns listade i Catalogue of Life.